# Ol'ga Konstantinovna Romanova
Ol'ga Konstantinovna di Russia (in russo Ольга Константиновна?) (reggia di Pavlovsk, 3 settembre 1851 – Roma, 18 giugno 1926) è stata la seconda regina consorte dei greci dell'epoca contemporanea (in greco Βασίλισσα Όλγα των Ελλήνων?) e nel 1920 brevemente Reggente.
Ol'ga Konstantinovna era la seconda figlia e la figlia maggiore del granduca Konstantin Nikolaevič Romanov e di sua moglie, la principessa Alessandra di Sassonia-Altenburg, divenuta, dopo la sua conversione alla religione ortodossa, la granduchessa Aleksandra Iosifovna di Russia. Da parte di padre, Ol'ga era la nipote dello zar Nicola I di Russia e della zarina nata Carlotta di Prussia mentre, da parte di madre, aveva per nonno il duca Giuseppe Federico di Sassonia-Altenburg. La Granduchessa aveva la particolarità genealogica di essere una discendente, in linea materna, dell'imperatrice bizantina Eufrosina Ducena Camatera (v. 1155-1211) e di suo marito Alessio III Angelo.
Il 27 ottobre 1867, sposò, a San Pietroburgo, il re Giorgio I di Grecia (1845-1913), figlio del re Cristiano IX di Danimarca (1818-1906) e di sua moglie la principessa Luisa d'Assia-Kassel (1817-1898). Attraverso i suoi figli, Ol'ga possiede attualmente una numerosa discendenza europea, ma la sovrana è anche l'antenata di numerose personalità americane come l'anziano sindaco di Palm Beach Paul Ilyinsky, l'ex ufficiale della CIA David Chavchavadze o l'attrice Catherine Oxenberg.

## Biografia

### Granduchessa di Russia

#### Infanzia

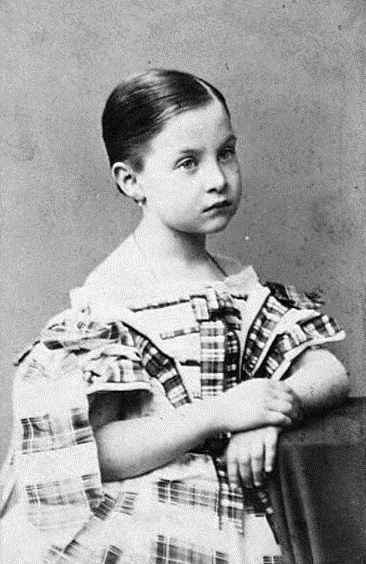
La granduchessa Ol'ga in Russia verso il 1861, collezione particolare.

Ol'ga Konstantinovna trascorse un'infanzia dorata tra la regione di San Pietroburgo e la Crimea, dove suo padre possedeva numerose residenze, tra cui il palazzo di Pavlovsk, dove lei nacque nel 1851. I suoi genitori, il granduca Konstantin Nikolaevič e la granduchessa Alexandra Iosifovna, formavano una delle coppie più brillanti della famiglia imperiale di Russia: sua madre era in effetti considerata una delle donne più intelligenti ed eleganti della Corte mentre suo padre un consigliere ascoltato dello zar Alessandro II detto "il Liberatore".
Ol'ga è descritta come una bambina semplice e paffuta, che possiede un viso grande illuminato da grandi occhi blu. Contrariamente alla sorella minore, la granduchessa Vera Konstantinovna, aveva un temperamento molto calmo ma si mostrerà estremamente riservata. Così, è riportato che quando i suoi istitutori la interrogavano durante le sue lezioni, scoppiava frequentemente in lacrime e fuggiva dalla sala adibita a classe in lacrime. All'interno della famiglia, Ol'ga era particolarmente vicina a suo padre e a suo fratello maggiore, che l'idolatrava. Dopo l'esilio del granduca Nikolaj Konstantinovič Romanov a Tashkent, Ol'ga fu una dei pochi membri della famiglia imperiale a rimanere in contatto con lui.

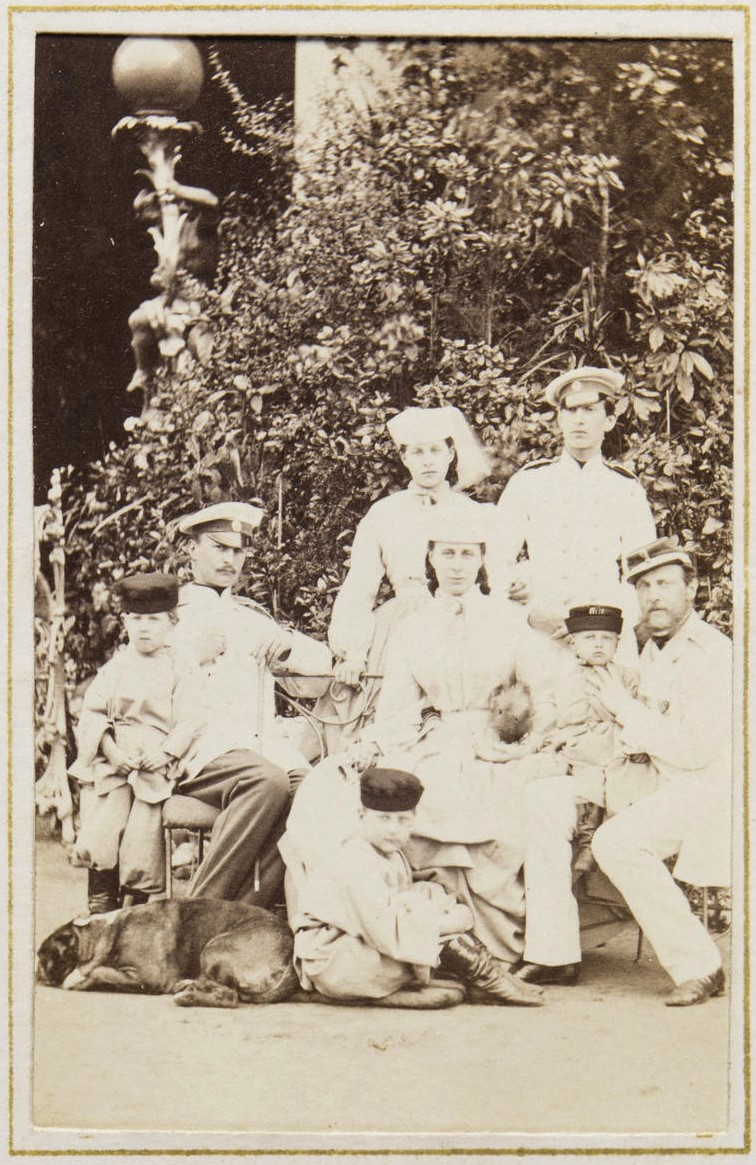
Il granduca Konstantin Nikolaevič e la sua famiglia. Da sinistra verso destra: il granduca Dmitrij Konstantinovič e un uomo non identificato (sulla sedia); il granduca Konstantin Konstantinovič (seduto per terra); il granduchessa Aleksandra e il granduca Konstantin Nikolaevič vicino al granduca Vjačeslav Konstantinovič (sulla sedia); la granduchessa Ol'ga Konstantinovna e il granduca Nikolaj Konstantinovič (dietro il gruppo)

Nel 1862, il granduca Konstantin Nikolaevič fu nominato da suo fratello, viceré di Polonia. Dopo il Congresso di Vienna, il paese era diviso tra la Prussia, l'Austria e la Russia. Quest'ultima, che ne occupava la parte più grande, vide il suo potere contestato dai nazionalisti polacchi. Konstantin Nikolaevič era una personalità liberale, Alessandro II lo giudicò incapace di attrarre il cuore della popolazione. Il granduca s'installò dunque a Varsavia con sua moglie e i suoi figli. Ma il soggiorno dei Konstantinovič in Polonia fu difficile e il granduca fu vittima di un tentativo d'assassinio il giorno dopo il suo arrivo nella capitale. Finalmente, l'insurrezione dei Polacchi nel gennaio 1863 e la radicalizzazione degli indipendentisti spinse lo Zar a richiamare suo fratello a San Pietroburgo in agosto. Dopo questi avvenimenti, Ol'ga aveva circa undici anni e quest'esperienza difficile la segnò profondamente.

#### Incontro con Giorgio I e fidanzamento

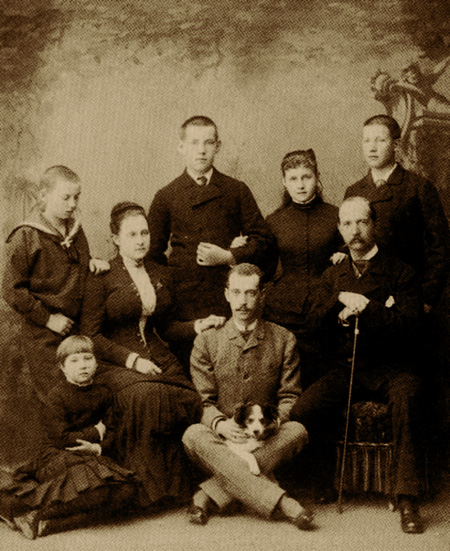
La famiglia reale ellenica durante un viaggio del granduca Paolo Aleksandrovič di Russia ad Atene, alla fine dell'anno 1880. In foto, si possono vedere, da sinistra verso destra, il principe Nicola, la principessa Maria (seduta a terra), la regina Ol'ga, il diadoco Konstantin (in piedi al centro), il granduca Paolo Aleksandrovič (con un cane sulle ginocchia), la principessa Alessandra, il re Giorgio I e il principe Giorgio.

La granduchessa Ol'ga incontrò per la prima volta il suo futuro marito, il re Giorgio I di Grecia, nel settembre 1863. Egli stava facendo visita allo zar Alessandro II a San Pietroburgo, per ringraziarlo di averlo sostenuto in occasione della sua elezione come re degli Ellenici. Il giovane sovrano ne approfittò per incontrare il granduca Konstantin e la sua famiglia, al palazzo di Pavlovsk. Ma il soggiorno di Giorgio I in Russia non durò che sei giorni e Ol'ga, che allora aveva dodici anni, non sembrò essere molto interessata al sovrano.
Nel 1867, i due giovani si ritrovarono nella capitale imperiale dopo che il re degli Ellenici, inviato per molti mesi da Alessandro II, rese visita a sua sorella, la zarevna Maria Feodorovona, e suo cognato, lo zarevic Alessandro. In quest'epoca, Giorgio I era deciso a trovarsi una sposa e l'idea di maritarsi con una granduchessa russa, nata nella religione ortodossa, non fu per lui un dispiacere. Nel palazzo di Marmo e a Pavlovsk, Giorgio conobbe Ol'ga e la giovane ragazza non tardò ad innamorarsi di lui. Ma rimase molto angosciata all'idea di lasciare la Russia e passò notti intere a piangere nella sua stanza durante tutto il periodo del suo fidanzamento.
Sostenuto da sua sorella, Giorgio I finì per chiedere la mano di Ol'ga a suoi genitori. Ma, di fronte a questa possibile unione, Konstantin Nikolaevič si mostrò all'inizio riluttante. Molto vicino a sua figlia, il granduca considerò che in effetti, a quindici anni, lei fosse ancora troppo giovane per sposarsi. Si preoccupò inoltre dell'enorme distanza che separa la Grecia alla Russia. Dal canto suo, la granduchessa Alexandra si mostrò molto più entusiasta di suo marito e, mentre alcuni membri della famiglia imperiale le facevano notare l'estrema giovinezza di sua figlia, lei rispondeva che ella non sarebbe stata sempre così giovane.
La ragione di Stato finì dunque per vincere e si decise che il matrimonio di Ol'ga e di Giorgio non avrebbe avuto luogo fino a quando la granduchessa avrebbe compiuto sedici anni. Nel frattempo, la ragazza raddoppiò lo studio al fine di proseguire la sua formazione e fu deciso che lei avrebbe continuato i suoi studi fino al giorno del suo matrimonio.

### Regina degli Elleni

#### Matrimonio

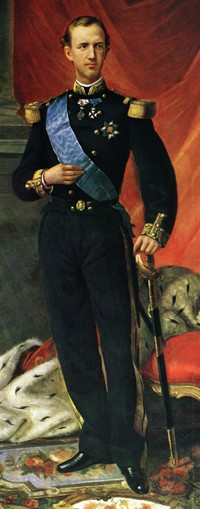
Re Giorgio I di Grecia, nato Guglielmo di Danimarca, nel 1864.

La granduchessa Ol'ga Konstantinovna e re Giorgio I si sposarono nella cappella del Palazzo d'Inverno, a San Pietroburgo, il 27 ottobre 1867 e le celebrazioni che seguirono al loro matrimonio durarono cinque giorni. Durante la cerimonia, Ol'ga portò l'abito da sposa tradizionale dei Romanov: abito cucito di fili d'argento, taglio alla moda di Caterina II, con enormi cascate di diamanti con una cappa d'armellino e di velluto rosso. La principessa portò ugualmente un diadema di diamanti di forma kokočnik, rialzato da una corona imperiale in miniatura e tre ciocche di capelli le ricadevano sulle spalle.
Dopo le celebrazioni, Olga e Giorgio passarono la luna di miele al palazzo di Ropča, ad una cinquantina di chilometri da San Pietroburgo. Poi la coppia partì per la Grecia e la ragazza scoprì il suo nuovo paese. Ma, prima di lasciare la Russia, Ol'ga rese un'ultima volta visita a suo zio, l'imperatore Alessandro II che le chiese di amare «il suo nuovo paese il doppio di quanto amava il suo».

#### Difficile adattamento
L'adattamento di Ol'ga alla sua nuova patria non fu facile. Quando lasciò la Russia e la sua famiglia era ancora una bambina, tra i suoi bagagli, portò un baule pieno di bambole e di giochi. La sovrana era cosciente della sua giovinezza e scelse di partire per Atene con la sua governante, al fine di proseguire con lei la sua educazione.
Quando Ol'ga e Giorgio arrivarono al Pireo, dopo il loro viaggio in nave, la giovane regina portava un vestito blu e bianco, i colori nazionali della Grecia e la folla l'acclamò. Sulla strada per la capitale, l'agitazione popolare fu tale che Ol'ga, non abituata a tali dimostrazioni, era in lacrime. Pertanto, la ragazza non ebbe il tempo di riposarsi che il valzer delle rappresentazioni ufficiali l'occuparono per molti giorni e lei ancora non parlava il greco. Per la sovrana, lo shock fu così grande che, qualche giorno dopo il suo arrivo nel regno, la si trovava singhiozzante sotto una scala con il suo orso di peluche preferito tra le braccia mentre era attesa per un evento ufficiale.
Nonostante tutto, Ol'ga era una ragazza diligente e fece del suo meglio per imparare il suo ruolo di regina. Pare che abbia imparato in meno di un anno il greco e l'inglese. Imparò inoltre a comportarsi in modo regale e a ricevere i visitatori in udienza. Pertanto, i suoi primi passi furono esitanti e, se le parve fare grande impressione dopo il suo primo ricevimento ufficiale, fu a causa del rispetto che lei riuscì ad imporre ai fedeli venuti ad incontrarla poiché la sorpresero poco dopo domandare e Giorgio I se si era comportata bene.
Per imparare il suo ruolo di regina, Ol'ga poteva contare sui consigli di suo marito e della sua famiglia. La sovrana intratteneva in effetti un'importante corrispondenza con i Konstantinovič e fu sua madre, la granduchessa Alessandra, che le consigliò di interessarsi di più all'archeologia e al passato della Grecia al fine di lusingare l'amor proprio del suo popolo e di attirarsi le loro grazie.

#### Vita privata
Durante tutto il loro matrimonio, Giorgio I ed Ol'ga formarono una coppia molto unita, malgrado le infedeltà occasionali del sovrano, comunque accettate dalla regina. Contrariamente al costume dell'epoca, la coppia passò molto tempo con i loro numerosi figli, i quali crebbero in un'atmosfera calorosa. Ma, invecchiando, Giorgio I si mostrò spesso tirannico con i suoi figli e Ol'ga si lamentò che ciò divideva periodicamente la famiglia reale.
In privato, la regina Ol'ga e il re Giorgio I parlavano in tedesco, che era l'unica lingua che entrambi parlavano quando si erano conosciuti. Di fatto, all'epoca, il sovrano parlava male il francese e assolutamente malissimo il russo, mentre sua moglie non parlava né il danese, né il greco, né l'inglese. Tuttavia, la situazione cambiò da quando nacquero i figli di Ol'ga e Giorgio I. Così, i monarchi utilizzavano con i loro figli la lingua di Shakespeare, anche se esigevano che i loro figli parlassero tra di loro il greco.

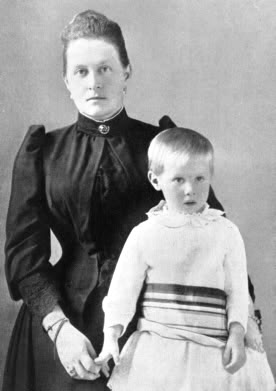
La regina Ol'ga e il suo ultimo figlio, il principe Cristoforo di Grecia, nel 1889

In Grecia, la vita della famiglia reale era relativamente tranquilla e ritirata. La corte ateniese era lontana dall'essere brillante e fastosa come quella di San Pietroburgo e le giornate, nella capitale greca, erano spesso monotone per i membri della famiglia reale. In primavera e in inverno, si dividevano tra il palazzo reale in piazza Syntagma (ad Atene) a quello di Tatoi (ai piedi del Parnete). Poi, durante i quattro mesi estivi, si spostavano al palazzo del Mon Repos (a Corfù) e all'estero: ad Aix-les-Bains (in Francia), a Fredensborg (in Danimarca) o nella capitale russa. I parenti stranieri di Ol'ga e di Giorgio (l'imperatrice di Russia, lo zarevic, la principessa del Galles, etc..) andavano molto spesso in Grecia.
Quando si trovava nella capitale greca, non era raro che la famiglia reale si recasse, la domenica, a Falero, per camminare vicino alla spiaggia. Ol'ga, Giorgio e i loro figli prendevano la carrozza a cavallo, davanti al palazzo nel quale uno scompartimento era riservato loro. La carrozza si fermava, le trombe del palazzo suonavano e la famiglia reale usciva rapidamente, al fine di dimostrare il suo desiderio di non fare attendere troppo tempo gli altri passeggeri. Ciò avvicinò la famiglia reale alla popolazione e le fece avere una popolarità spesso vacillante. Giorgio I aveva l'abitudine di ripetere spesso ai suoi figli: «Non dimenticare mai che voi siete degli stranieri tra i Greci, e fate in modo che non se lo ricordino mai».
Ol'ga aveva più difficoltà di suo marito a lasciare il suo temperamento originale e prese a mostrarsi nostalgica della sua vita in Russia. La camera della regina era piena di icone che la riportavano nel suo paese natale e, nella cappella del palazzo, c'erano sempre dei canti slavi che lei intonava con i suoi figli. Soprattutto, quando dei marinai russi erano di passaggio nella capitale, la sovrana rendeva loro visita e non esitava ad invitarli nel palazzo reale. Dopo il suo matrimonio nel 1867, Ol'ga aveva la particolarità di essere l'unica donna della storia a portare il titolo di ammiraglio della flotta imperiale e non era senza ragione che lei desiderava mostrarsi amabile di fronte ai marinai russi di passaggio ad Atene.
Quando il principe Cristoforo di Grecia, ottavo ed ultimo figlio di Ol'ga e di Giorgio, nacque nel 1888, la sovrana decise di farne il suo "piccolo russo". Mentre ciascuno dei suoi precedenti figli era nato in Grecia, la regina partorì il piccolo al palazzo di Pavlovsk. Il bambino ebbe per padrino e madrina rispettivamente il cognato e la cognata di Ol'ga, l'imperatore Alessandro III e l'imperatrice Maria Feodorovna di Russia. Negli anni a venire, la sovrana ebbe la soddisfazione di maritare tre dei suoi figli, il principe Nicola e le principesse Alessandra e Maria, a dei Romanov. Evidentemente, queste unioni diedero alla sovrana una scusa in più per i suoi viaggi in Russia.

#### Influenza politica

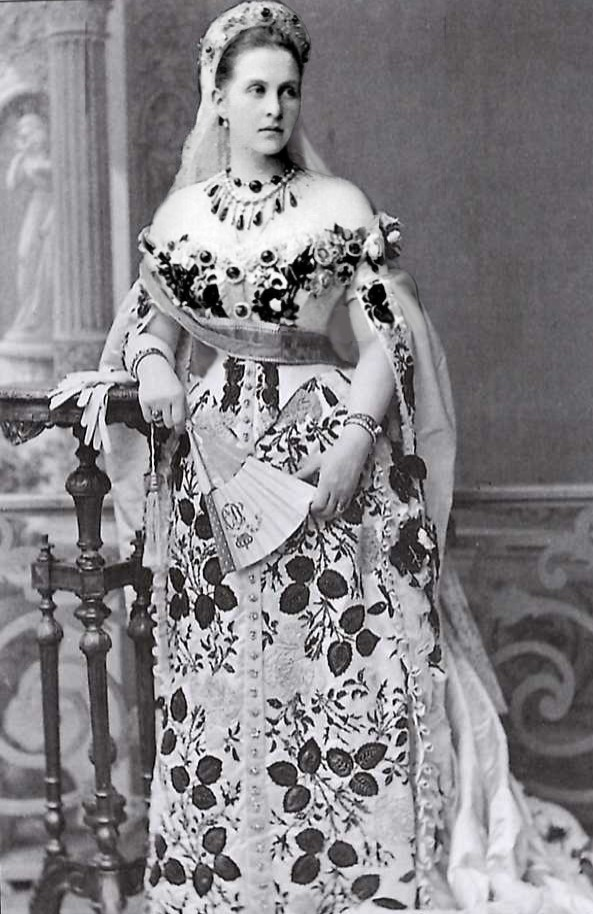
La regina Ol'ga di Grecia nel 1880

Come la maggior parte dei Romanov, la regina Ol'ga era una radicale oppositrice alla democrazia e sosteneva fermamente l'autocrazia. Suo figlio Nicola riporta anche, nelle sue Memorie, che un giorno in cui lui parlava dell'importanza dell'opinione pubblica, la regina replicò (in francese) : «Preferisco essere governata da un leone ben nato che da quattrocento ratti del mio spazio»
Tuttavia, l'interesse della regina per la politica era limitato. E anche se alcuni autori la rappresentano come un sostegno della parte russa e del panslavismo, tutti concordano per dire che lei non ebbe una reale influenza politica su suo marito e che non cercò d'influenzare il regime parlamentare greco. Di fatto, Giorgio I si è sempre mostrato rispettoso del regime costituzionale sotto il suo regno e si è mai lasciato influenzare dalla sua famiglia al momento di prendere una decisione politica. Probabilmente l'ascendente della sovrana fu più importante sui suoi figli, e soprattutto sul secondogenito, Giorgio, nominato alto commissario della Creta autonoma tra il 1898 e il 1906. Secondo Édouard Driault e Michel Lhéritier, i consigli di Ol'ga al principe contribuirono all'indurimento, e a fallimento definitivo, della sua politica.
Quanto alle relazioni della sovrana con la Russia, sono servite più a proteggere la Grecia quando si trovava una posizione difficile (come dopo il disastro della Guerra greco-turca del 1897) che a favorire gli Slavi contro il regno ellenico. Così, durante la Prima Guerra balcanica, Ol'ga si schierò immediatamente contro la presenza bulgara a Salonicco e non esitò a tenere un discorso patriottico di fronte al re Ferdinando I di Bulgaria. Sembra, inoltre, che Ol'ga non avesse realmente creduto alla possibilità di una riconquista di Costantinopoli da parte dei Greci e, su questo punto, è stata piuttosto favorevole ad una presenza russa negli Stretti Turchi.
Finalmente, il ruolo politico di Ol'ga era soprattutto simbolico e si riassume a ricevere in udienza, ad Atene, le dame dell'alta società greca e gli stranieri di passaggio che chiedevano di incontrarla. L'azione della sovrana fu, invece, molto più importante nel settore sociale.

### Lavoro sociale
Anche se russa di cuore, la regina Ol'ga era lontana dal disinteressarsi dei suoi sudditi greci. Dal suo arrivo ad Atene, quando aveva soltanto sedici anni, la sovrana s'impegnò in opere di carità occupandosi di malati, mendicanti, di bambini e delle donne. Riprese anche il patrocinio dell'Amalion, l'orfanotrofio fondato dall'ex regina Amalia di Grecia, dietro i giardini del palazzo reale, e dell'Arsakion, un'importante scuola femminile situata sul viale dell'Università. Soprattutto, fondò nuovi istituti destinati ai bisognosi. Grazie al suo portafoglio personale ed al sostegno di ricchi donatori, Ol'ga fece inoltre costruire un ospizio destinato ad accogliere malati incurabili e un altro per anziani paralitici, così come un Sanatorio (chiamato Santeria).
Nella capitale, la sovrana fondò inoltre una società per l'aiuto ai poveri ed una scuola dell'infanzia per genitori bisognosi. Costruì al Pireo una mensa che serviva inoltre da scuola di cucina per le ragazze povere. Rapidamente, questa istituzione conobbe un grosso successo: ingrandì e trasformò una scuola domenicale per le lavoratrici prima di diventare una scuola e una tessitura per ragazze ed anziane in difficoltà.

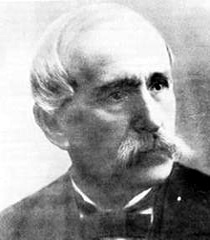
Il filantropo greco Georges Averoff.

Prima dell'arrivo di Ol'ga in Grecia, non esisteva che un solo tipo di prigione nel paese e uomini, donne ed adolescenti delinquenti erano incarcerati nello stesso edificio penitenziale. Con il sostegno dei ricchi filantropi come George Averoff, la sovrana fece costruire una prigione per le donne nella capitale e una serie di case di riformatori in tutto il paese.
Già patrona di due ospedali militari ateniesi, Ol'ga fece costruire l'ospedale russo del Pireo in memoria di sua figlia, la granduchessa Alessandra di Russia, morta nel 1891. Quest'istituzione, principalmente destinata ai marinai russi, era aperta a tutti gli uomini del mare di passaggio in Grecia: si pagava trenta lepta la visita medica e le medicine erano gratuite.
Tuttavia, la grande realizzazione della regina resta l'ospedale ateniese Evangelismos, edificato in via Kephisia con il sostegno finanziario del filantropo Andréas Syngrós. Si trattava di un'istituzione molto moderna, che serviva sia da centro di cura che da scuola d'infermeria, posta sotto la direzione di Miss Reinhard, un'infermiera danese arrivata in Grecia durante la guerra contro l'Impero ottomano del 1897. Quando si trovava nella capitale, la sovrana andava tutti i giorni per visitare i malati e ad assicurarsi del buon funzionamento dell'istituzione.
Sotto il regno di Giorgio I, Ol'ga diventò infermiera durante i conflitti che opposero la Grecia ai suoi vicini. In compagnia delle figlie e delle nuore, organizzò anche degli ospedali di campagna sul fronte e si occupò personalmente dei soldati feriti nella guerra greco-turca del 1897 e nella Prima Guerra balcanica (1912-1913). Il suo lavoro con i feriti le permise di essere decorata, con sua nuora Sofia, della Croce rossa reale dalla regina Vittoria del Regno Unito nel dicembre 1897.
Grazie a queste opere buone, la sovrana guadagnò rapidamente l'affetto dei sudditi e divenne così la regina più popolare della storia greca. Malgrado tutto, non mancò di sollevare qualche polemica durante il regno di suo marito.

#### Polemica "evangelica"
Cristiana ortodossa dalla nascita, la regina Ol'ga scoprì, durante le visite ai soldati feriti nella Guerra greco-turca del 1897, di cui molti non potevano leggere la Bibbia: la versione usata dalla Chiesa ortodossa greca comprendeva la versione dei Settanta dell'Antico Testamento e la versione linguistica in greco antico del Nuovo Testamento. Entrambe erano scritte nel greco della koinè mentre i contemporanei usavano la katharevousa o la cosiddetta versione demotica del greco moderno. Ol'ga decise di avere la Bibbia tradotta in una versione che potesse essere capita dalla maggior parte dei suoi sudditi, piuttosto che solo da quelli che conoscevano la koiné. Alla traduzione s'opposero coloro che consideravano l'atto una rinuncia alla "sacra tradizione dei Greci".
Nel febbraio del 1901, la traduzione del Nuovo Testamento dalla koiné al greco moderno che lei aveva patrocinato venne pubblicata senza l'autorizzazione del Santo Sinodo greco; il prezzo fu fissato ad una dracma, ben lontano dal suo costo reale e l'edizione vendette bene. Per attenuare l'opposizione alla traduzione, sia i vecchi che nuovi testi erano inclusi e sul frontespizio si dichiarava specificatamente che il libro era di uso esclusivamente familiare e non liturgico.
Allo stesso tempo, un'altra traduzione venne completata da Alexandros Pallis (1851-1935), un importante sostenitore di un movimento letterario che sosteneva l'uso del demotico nella lingua scritta. Tuttavia i sostenitori della Katharevousa ritennero questo linguaggio "non chiaro" e volevano "purificarlo": la Katharevousa allora conteneva forme arcaiche di parole moderne, purgate dei termini "non greci" appartenenti ad altri lingue europee o al turco, ed era basata su una grammatica arcaica ma semplificata. La pubblicazione della traduzione in questa versione apparve sul giornale il 9 settembre 1901 e quasi subito i teologi puristi la denunciarono perché « [...] ridicolizzante le più preziose reliquie della nazione greca» mentre una parte della stampa greca iniziava ad accusare Pallis ed i sostenitori del demotico di bestemmia e tradimento. Il patriarca ecumenico Gioacchino III di Costantinopoli denunciò questa traduzione: si ebbero dei tumulti, iniziati dagli allievi dell'università di Atene e guidati dai professori conservatori, che chiedevano la scomunica di Pallis e di chiunque fosse coinvolto con le traduzioni, compresi Ol'ga e Prokopios, l'arcivescovo di Atene che era un favorito di Ol'ga e aveva controllato la traduzione su richiesta personale della regina.
Il conflitto fra i rivoltosi e le truppe, che erano state chiamate per mantenere l'ordine, provocò otto morti ed oltre sessanta feriti: a dicembre le copie restanti della traduzione di Ol'ga furono confiscate e la loro circolazione proibita, mentre chiunque le avesse vendute o lette sarebbe stato scomunicato. La crisi, che prese il nome di "evangelica", portò alle dimissioni dell'arcivescovo Prokopios e alla caduta del governo di Georgios Theotokis

### Assassinio di re Giorgio I
Nel 1913, la Prima Guerra balcanica terminò con la disfatta dell'Impero ottomano, sconfitto dalle forze greche, bulgare, serbe e montenegrine coalizzate. Il regno ellenico uscì considerevolmente ingrandito dal conflitto ma, rapidamente, dei dissesti si fecero sentire tra le due potenze alleate: Atene e Sofia litigarono in effetti per il possesso di Salonicco e della sua regione.

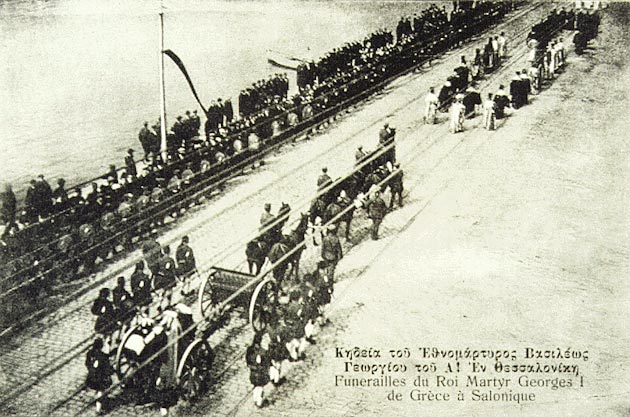
Carta postale che raffigura i funerali di re Giorgio I.

Al fine di affermare il diritto dei Greci sulla principale città della Macedonia, il re Giorgio I arrivò in città qualche tempo dopo la sua conquista da parte del diadoco Costantino, l'8 dicembre 1912. Durante il suo soggiorno nella città, il sovrano usciva tutti i giorni a passeggiare senza scorta nelle strade, come aveva preso abitudine ad Atene. Qui, il 18 marzo 1913, l'anarchico greco Alexandros Schinas ne approfittò per assassinarlo con un colpo di arma da fuoco, mentre si trovava vicino alla Torre Bianca.
Quando suo marito venne assassinato, la regina Ol'ga si trovava lontana da lui e fu sua cognata Sofia e sua nipote Elena che le annunciarono la notizia. Messa al corrente, la regina dichiarò che ciò che era successo «era la volontà di Dio» e decise di prepararsi per raggiungere Salonicco il giorno dopo. Nella città macedone, Ol'ga e la famiglia reale visitarono i luoghi dell'assassinio e si raccolsero sul corpo del re prima di accompagnarlo ad Atene e poi farlo inumare a Tatoï.
Per Ol'ga, questi eventi significarono sia la perdita di suo marito sia di una grande parte delle sue funzioni ufficiali. L'arrivo di suo figlio Costantino I sul trono ellenico si accompagnò, in effetti, alla promozione della sua sposa, la principessa Sofia di Prussia, al rango di nuova regina di Grecia. Ormai regina madre, Ol'ga si installò in un'ala del palazzo reale. Non tardò tuttavia a raggiungere la sua terra natale, dove passò lunghi periodi in compagnia del fratello minore, il granduca Konstantin Konstantinovič, e della famiglia di quest'ultimo.

#### Ritorno in Russia

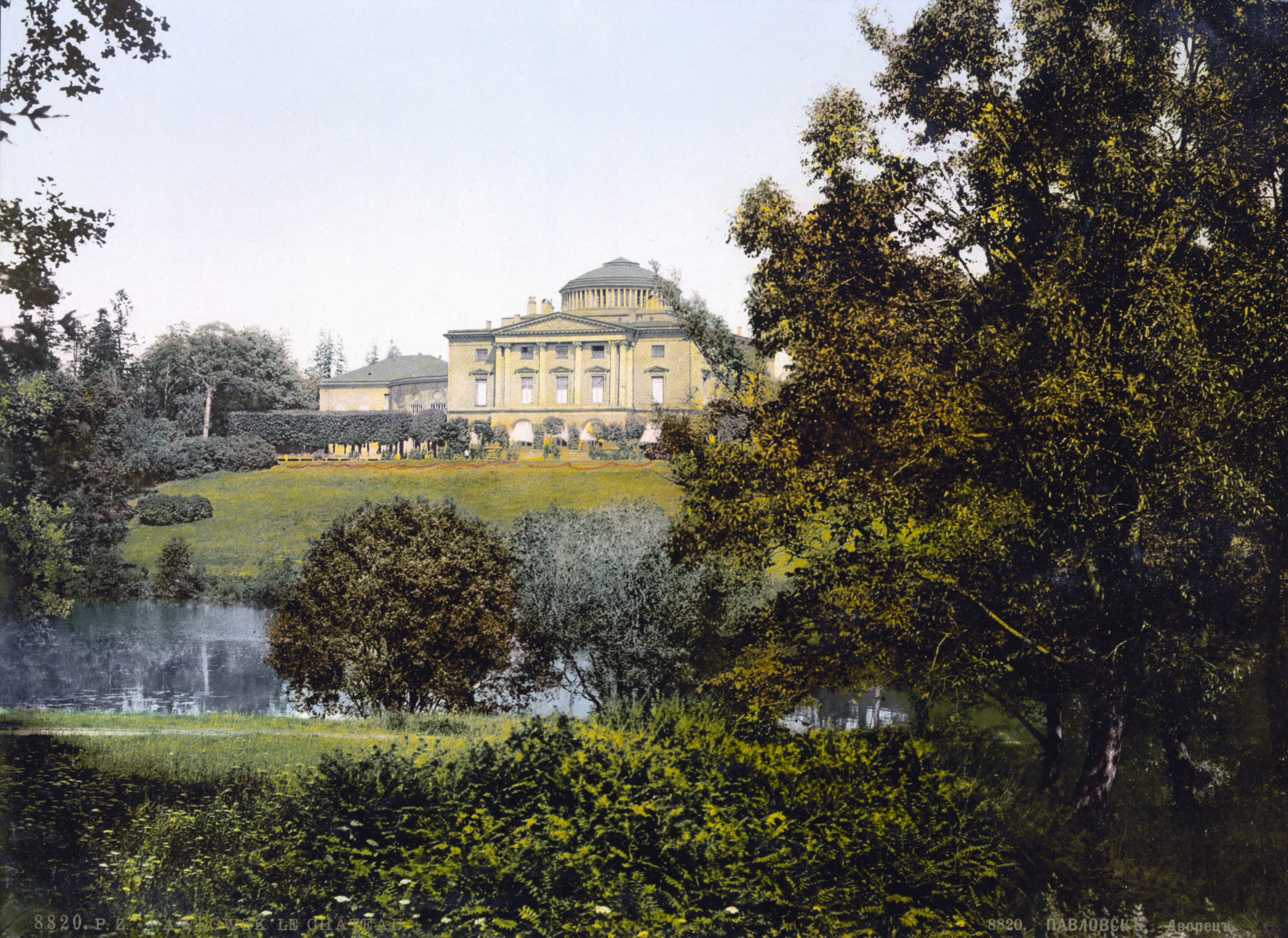
Il palazzo di Pavlovsk alla fine del XIX secolo.

Nell'agosto 1914, Ol'ga si trovava in Russia dopo lo scoppio della Prima Guerra mondiale. La regina decise di restare a San Pietroburgo e di fondarvi un ospedale militare al fine di sostenere lo sforzo bellico del suo paese natale. Quest'attitudine si discostava da quella del figlio maggiore, il re Costantino I, che si mostrò molto più moderato delle potenze dell'Intesa.
Al palazzo di Pavlovsk, che apparteneva al granduca Konstantin Konstantinovič, la regina aprì dunque un dispensario dove, con sua cognata, la granduchessa Elisabetta Mavrikievna, si prendeva cura dei soldati feriti. Il suo lavoro entrò nel cuore della famiglia imperiale e una delle sue nipoti, la principessa Elena di Serbia, e una delle sue nipotine, la granduchessa Maria Pavlovna di Russia, fondarono degli ospedali di campagna sul fronte.

### Gli ultimi anni da Reggente e la morte

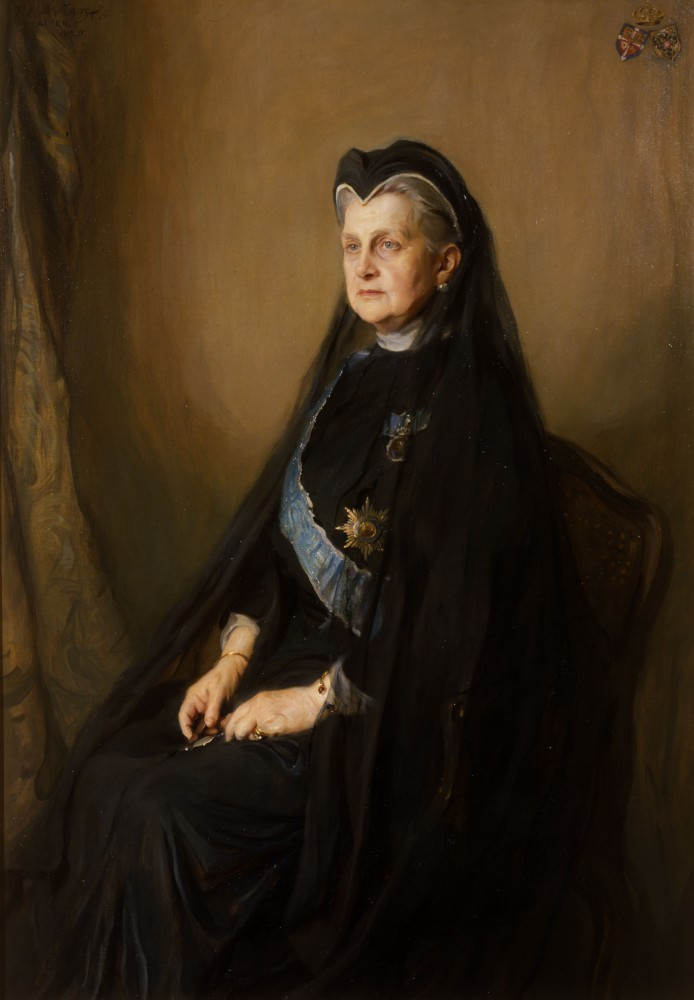
Ol'ga di Russia ritratta da Philip de László nel 1914

Rimasta vedova nel 1913, costretto il figlio Costantino I ad abdicare nel 1917, salì al trono il nipote Alessandro I, che morì per un morso di scimmia il 15 ottobre 1920. Il governo greco offrì il trono al fratello minore del defunto, il principe Paolo: questi rifiutò perché sia suo padre Costantino I, che suo fratello maggiore Giorgio, erano ancora vivi. Dopo la caduta del primo ministro Eleutherios Venizelos (1920) alle elezioni, il reggente, ammiraglio Pavlos Kountouriotis abdicò alla carica in favore dell'anziana regina Ol'ga, che assunse la reggenza dal (17 novembre al 19 dicembre), preparando il ritorno del proprio figlio Costantino (costretto ad abdicare ed esiliato nel 1917), che aveva già regnato dal 1913.

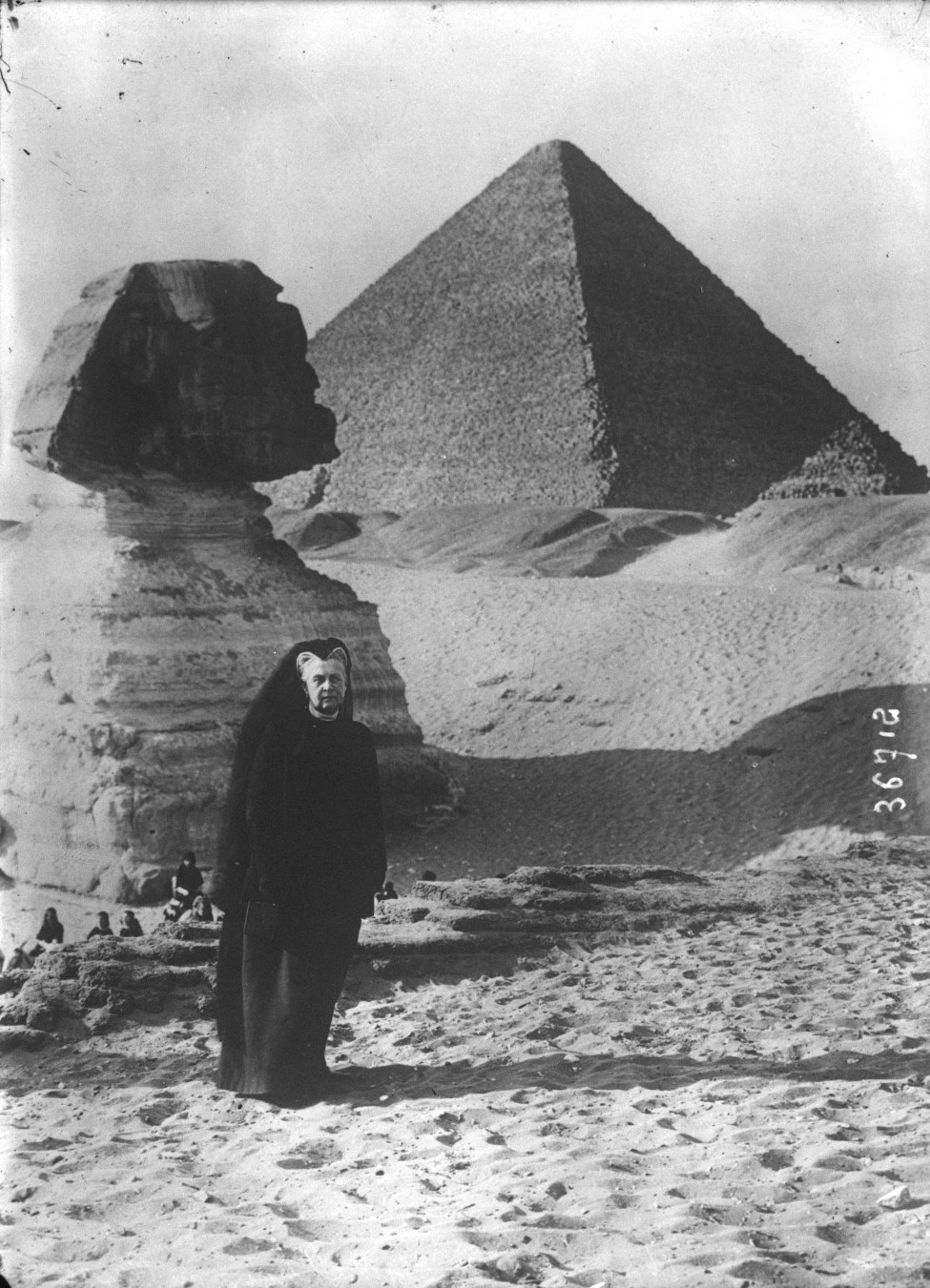
la regina Olga di Grecia, in un viaggio al Cairo nel 1914

Dopo la disfatta delle truppe greche in Anatolia nel corso della guerra greco-turca, una rivolta scoppiata ad Atene obbligò Costantino ad abdicare definitivamente in favore del figlio Giorgio II (1922): Ol'ga seguì il figlio nel suo esilio in Italia, morendo poi a Pau, nel bearnese, in Francia. Sepolta dapprima in Italia, in seguito alla restaurazione monarchica del 1935 il suo corpo fu sepolto con quello degli altri membri della famiglia reale greca a Tatoi il 17 novembre 1936.

## Discendenza
Ol'ga di Russia e re Giorgio I di Grecia ebbero otto figli:
- Costantino, re degli Ellenici (1913-1917 poi 1920-1922), che nacque dieci mesi dopo il matrimonio dei suoi genitori e che sposò la principessa tedesca Sofia di Prussia;
- Giorgio, principe di Grecia e di Danimarca e Alto Commissario della Creta autonoma (1898-1906), che sposò la principessa francese Marie Bonaparte;
- Alessandra, principessa di Grecia e di Danimarca, che sposò il granduca Paolo Alexandrovič di Russia;
- Nicola, principe di Grecia e di Danimarca e governatore di Salonicco, che sposò la granduchessa Elena Vladimirovna di Russia (1882-1957);
- Maria, principessa di Grecia e di Danimarca, che sposò, in prime nozze, il granduca Georgij Michajlovič Romanov (1863-1919) poi, in seconde nozze, l'ammiraglio Periklís Ioannidís (1881-1965), governatore del Dodecaneso;
- Olga (1880-1880), principessa di Grecia e di Danimarca;
- Andrea (1882-1944), principe di Grecia e di Danimarca, che sposò la principessa Alice di Battenberg (1885-1969);
- Cristoforo, principe di Grecia e di Danimarca, che sposò, in prime nozze, la cittadina americana May "Nancy" Stewart Worthington Leeds (1878-1923) divenuta, dopo la sua conversione ortodossa, la principessa Anastasia di Grecia, poi, in seconde nozze, la principessa Francesca d'Orléans (1903-1953).

## Titoli e trattamento
- 1851 – 1867: Sua Altezza Imperiale, la granduchessa Ol'ga Konstantinovna di Russia
- 1867 – 1913: Sua Maestà, la Regina dei Greci
- 1913 – 1926: Sua Maestà, la regina Ol'ga dei Greci

## Onorificenze

Stendardo reale della regina Ol'ga degli Elleni

## Ascendenza
|                                  |                                |                                                 | Genitori                                  |  |  | Nonni |  |  | Bisnonni          |  |  | Trisnonni            |  |
|                                  |                                |                                                 |                                           |  |  |       |  |  | Paolo I di Russia |  |  | Pietro III di Russia |  |
|                                  |                                |                                                 |                                           |  |  |       |  |  | Paolo I di Russia |  |  | Pietro III di Russia |  |
|                                  |                                | Caterina II di Russia                           |                                           |  |  |       |  |  | Paolo I di Russia |  |  |                      |  |
| Nicola I di Russia               |                                |                                                 |                                           |  |  |       |  |  | Paolo I di Russia |  |  |                      |  |
|                                  |                                | Sofia Dorotea di Württemberg                    | Federico II Eugenio di Württemberg        |  |  |       |  |  |                   |  |  |                      |  |
|                                  |                                | Sofia Dorotea di Württemberg                    | Federico II Eugenio di Württemberg        |  |  |       |  |  |                   |  |  |                      |  |
|                                  |                                | Sofia Dorotea di Württemberg                    | Federica Dorotea di Brandeburgo-Schwedt   |  |  |       |  |  |                   |  |  |                      |  |
| Konstantin Nikolaevič Romanov    |                                | Sofia Dorotea di Württemberg                    |                                           |  |  |       |  |  |                   |  |  |                      |  |
|                                  |                                | Federico Guglielmo III di Prussia               | Federico Guglielmo II di Prussia          |  |  |       |  |  |                   |  |  |                      |  |
|                                  |                                | Federico Guglielmo III di Prussia               | Federico Guglielmo II di Prussia          |  |  |       |  |  |                   |  |  |                      |  |
|                                  |                                | Federico Guglielmo III di Prussia               | Federica Luisa d'Assia-Darmstadt          |  |  |       |  |  |                   |  |  |                      |  |
| Carlotta di Prussia              |                                | Federico Guglielmo III di Prussia               |                                           |  |  |       |  |  |                   |  |  |                      |  |
|                                  |                                | Luisa di Meclemburgo-Strelitz                   | Carlo II di Meclemburgo-Strelitz          |  |  |       |  |  |                   |  |  |                      |  |
|                                  |                                | Luisa di Meclemburgo-Strelitz                   | Carlo II di Meclemburgo-Strelitz          |  |  |       |  |  |                   |  |  |                      |  |
|                                  |                                | Luisa di Meclemburgo-Strelitz                   | Federica Carolina Luisa d'Assia-Darmstadt |  |  |       |  |  |                   |  |  |                      |  |
| Ol'ga Konstantinovna Romanova    |                                | Luisa di Meclemburgo-Strelitz                   |                                           |  |  |       |  |  |                   |  |  |                      |  |
|                                  | Federico di Sassonia-Altenburg | Ernesto Federico III di Sassonia-Hildburghausen |                                           |  |  |       |  |  |                   |  |  |                      |  |
|                                  | Federico di Sassonia-Altenburg | Ernesto Federico III di Sassonia-Hildburghausen |                                           |  |  |       |  |  |                   |  |  |                      |  |
|                                  | Federico di Sassonia-Altenburg | Ernestina Augusta di Sassonia-Weimar            |                                           |  |  |       |  |  |                   |  |  |                      |  |
| Giuseppe di Sassonia-Altenburg   | Federico di Sassonia-Altenburg |                                                 |                                           |  |  |       |  |  |                   |  |  |                      |  |
|                                  |                                | Carlotta di Meclemburgo-Strelitz                | Carlo II di Meclemburgo-Strelitz          |  |  |       |  |  |                   |  |  |                      |  |
|                                  |                                | Carlotta di Meclemburgo-Strelitz                | Carlo II di Meclemburgo-Strelitz          |  |  |       |  |  |                   |  |  |                      |  |
|                                  |                                | Carlotta di Meclemburgo-Strelitz                | Federica Carolina Luisa d'Assia-Darmstadt |  |  |       |  |  |                   |  |  |                      |  |
| Alessandra di Sassonia-Altenburg |                                | Carlotta di Meclemburgo-Strelitz                |                                           |  |  |       |  |  |                   |  |  |                      |  |
|                                  |                                | Ludovico Federico Alessandro di Württemberg     | Federico II Eugenio di Württemberg        |  |  |       |  |  |                   |  |  |                      |  |
|                                  |                                | Ludovico Federico Alessandro di Württemberg     | Federico II Eugenio di Württemberg        |  |  |       |  |  |                   |  |  |                      |  |
|                                  |                                | Ludovico Federico Alessandro di Württemberg     | Federica Dorotea di Brandeburgo-Schwedt   |  |  |       |  |  |                   |  |  |                      |  |
| Amalia di Württemberg            |                                | Ludovico Federico Alessandro di Württemberg     |                                           |  |  |       |  |  |                   |  |  |                      |  |
|                                  |                                | Enrichetta di Nassau-Weilburg                   | Carlo Cristiano di Nassau-Weilburg        |  |  |       |  |  |                   |  |  |                      |  |
|                                  |                                | Enrichetta di Nassau-Weilburg                   | Carlo Cristiano di Nassau-Weilburg        |  |  |       |  |  |                   |  |  |                      |  |
|                                  |                                | Enrichetta di Nassau-Weilburg                   | Carolina d'Orange-Nassau                  |  |  |       |  |  |                   |  |  |                      |  |
|                                  |                                | Enrichetta di Nassau-Weilburg                   |                                           |  |  |       |  |  |                   |  |  |                      |  |

### Annotazioni
1. ↑  Una prova del legame che univa Ol'ga al granduca Konstantin è, che una volta divenuta regina, lei accolse, ad Atene, una delle figlie illegittime di suo padre, Maria Condorusso, e fece di lei una delle sue dame di compagnia.
2. ↑  Diventata madre, Ol'ga raccontò spesso il suo incontro con Giorgio ai loro figli. Precisava sempre: «Io mi sono innamorata di un uomo, non di un re» Grand Duchess George of Russia, A Romanov Diary, Atlantic International Publications, 1988, p. 1.
3. ↑  Secondo Marie von Bothmer, la regina finì per dominare meglio il greco che la sua lingua madre «Queen Olga of Greece, née Grand Duchess of Russia» nel The Sovereign ladies of Europe, Adamant Media Corporation, 1899, p. 181.
4. ↑  Con il principe Andrea, Ol'ga e Giorgio si esprimevano nonostante tutto in greco, perché Giorgio patriotticamente si rifiutava di utilizzare una lingua straniera con la sua famiglia. Ricardo Mateos Sainz de Medrano, La Familia de la Reina Sofίa, La Dinastίa griega, la Casa de Hannover y los reales primos de Europa, Madrid, La Esfera de los Libros, 2004, p. 73.
5. ↑  Si trattava di un titolo onorifico che ricordava che il padre di Ol'ga era, all'epoca del suo matrimonio, alla testa della Marina imperiale russa.
6. ↑  Non essendo riuscita a sposare il suo figlio maggiore ad una principessa russa, la regina era particolarmente felice di queste unioni. Non esitò a fare pressione su sua figlia Maria perché accettasse di sposare il granduca Georgij Michajlovič nel 1900. Ricardo Mateos Sainz de Medrano, 2004, p. 79 e 330-331.
7. ↑  Hugo Vickers, nella sua biografia su Alice di Battenberg, spiega tuttavia che furono la principessa Alice e i principi Andrea e Giorgio di Grecia che avvertirono la regina dell'assassinio. (Hugo Vickers, Alice, Princess Andrew of Greece, London, Hamish Hamilton, 2000, p. 105).

### Bibliografiche
1. 1 2 3 4 5  (ES)  Ricardo Mateos Sainz de Medrano, La Familia de la Reina Sofίa, La Dinastίa griega, la Casa de Hannover y los reales primos de Europa, Madrid, La Esfera de los Libros, 2004, p. 69.
2. ↑  Ricardo Mateos Sainz de Medrano, 2004, p. 69-70.
3. 1 2 3  (EN)  John Van der Kiste, 1999, p. 26.
4. 1 2  (EN)  Greg King and Penny Wilson, 2006, p. 36
5. ↑  Greg King and Penny Wilson, 2006, p. 37-38.
6. ↑  Greg King et Penny Wilson, 2006, p. 39.
7. ↑  Greg King et Penny Wilson, 2006, p. 55
8. ↑  Greg King et Penny Wilson, 2006, p. 109-110.
9. ↑  Greg King et Penny Wilson, 2006, pp. 34-36.
10. 1 2  (EN)  Walter Christmas, 1914, p. 81.
11. ↑  (EN)  John Van der Kiste, 1999, pp. 14 e 25.
12. ↑  John Van der Kiste, 1999, p. 24-25.
13. ↑  John Van der Kiste, 1999, p. 24.
14. 1 2 3  Greg King et Penny Wilson, 2006, p. 37.
15. 1 2 3 4 5  John Van der Kiste, 1999, p. 25.
16. 1 2  (EN)  Philip Carabott, Politics, Orthodoxy and the Language Question in Greece: The Gospel Riots of November 1901 in Journal of Mediterranean Studies nº 3, 1993, p. 123.
17. ↑  (EN)  Marie von Bothmer, «Queen Olga of Greece, born Grand Duchess of Russia» in The Sovereign ladies of Europe, Adamant Media Corporation, 1899, pp. 172-173.
18. ↑  Ricardo Mateos Sainz de Medrano, 2004, p. 70.
19. ↑  (EN)  Hugo Vickers, Alice, Princess Andrew of Greece, London, Hamish Hamilton, 2000, p. 68.
20. ↑  (EN)  Julia Gelardi, Born to Rule: Granddaughters of Victoria, Queens of Europe, Headline Review, 2006, p. 181.
21. ↑  John Van der Kiste, 1999, p. 36.
22. ↑  John Van der Kiste, 1999, p. 53.
23. ↑  Greg King et Penny Wilson, 2006, p. 88.
24. ↑  John Van der Kiste, 1999, p. 42.
25. 1 2  (FR)  Michel de Grèce, Mémoires insolites, Pocket, 2004, p. 27.
26. ↑  (FR)  Celia Bertin, Marie Bonaparte, Perrin, Paris, 1982, p. 150.
27. ↑  Ricardo Mateos Sainz de Medrano, 2004, pp. 70-73.
28. 1 2  (EN)  Michael LLewellyn Smith, Olympics in Athens. 1896, London, Profile Books, 2004, pp. 20-23.
29. ↑  John Van der Kiste, 1999, pp. 26 e 39.
30. ↑  (EN)  Marie von Bothmer, «Queen Olga of Greece, born Grand Duchess of Russia» in The Sovereign ladies of Europe, Adamant Media Corporation, 1899, p. 174.
31. ↑  (FR)  Michel de Grèce, Mémoires insolites, Pocket, 2004, p. 26-27.
32. ↑  (EN)  Prince Nicholas of Greece, My Fifty Years, London, Hutchinson & Co.,1926, p. 51.
33. ↑  (FR)  Édouard Driault et Michel Lhéritier, Histoire diplomatique de la Grèce de 1821 à nos jours, Tomo IV, Paris, PUF, 1926, pp. 270, 477.
34. ↑  John Van der Kiste, 1999, p. 41.
35. ↑  (FR)  Édouard Driault et Michel Lhéritier, Histoire diplomatique de la Grèce de 1821 à nos jours, Tome III, p. 323.
36. ↑  John Van der Kiste, 1999, pp. 18 e 20-21.
37. ↑  Édouard Driault e Michel Lhéritier, Histoire diplomatique de la Grèce de 1821 à nos jours, Tomo IV, pp. 499-500, 529.
38. ↑  Édouard Driault e Michel Lhéritie, Histoire diplomatique de la Grèce de 1821 à nos jours, Tomo IV, p. 365.
39. ↑  John Van der Kiste, 1999, p. 73.
40. ↑  Édouard Driault et Michel Lhéritier, op. cit., Tome IV, p. 464.
41. ↑  John Van der Kiste, 1999, p. 40.
42. ↑  Walter Christmas, 1914, p. 129.
43. ↑  Walter Christmas, 1914, pp. 129-130.
44. ↑  Walter Christmas, 1914, p. 130.
45. ↑  Walter Christmas, 1914, p. 130-131.
46. ↑  (EN)  The Times, Londra, 21 giugno 1926, p. 19, col. A.
47. ↑  Walter Christmas, op. cit., p. 131.
48. ↑  Ricardo Mateos Sainz de Medrano, 2004, p. 72.
49. ↑  Walter Christmas, 1914, pp. 265-266 et 368.
50. ↑  (EN)  Julia Gelardi, Born to Rule: Granddaughters of Victoria, Queens of Europe, Headline Review, 2006, p. 83.
51. ↑  Hugo Vickers, 2000, p. 67.
52. 1 2 3 4  (EN) Carabott, Philip, Politics, Orthodoxy and the Language Question in Greece: The Gospel Riots of November 1901 (PDF), in Journal of Mediterranean Studies, vol. 3, 1993,  pp. 117-138. URL consultato il 22 gennaio 2008 (archiviato dall'url originale il 7 febbraio 2012).
53. 1 2  (EN) The Struggle for a Bible in Modern Greek, in The Watchtower, Watch Tower Bible and Tract Society of Pennsylvania, 15 novembre 2002. URL consultato il 22 gennaio 2008 (archiviato dall'url originale il 23 gennaio 2008).
54. ↑  (EN)  John Campbell and Philip Sherrard, Modern Greece, Ernest Benn, London, 1968, p. 198.
55. ↑  (EN)  The Times, Tuesday 26 November 1901 p.9 col.C.
56. ↑  John van der Kiste, 1999, p. 72.
57. ↑  John van der Kiste, 1999, 72-75.
58. 1 2  John van der Kiste, 1999, pp. 76-77.
59. ↑  John Van der Kiste, 1999, p. 87.
60. ↑  John Van der Kiste, 1999, p. 116.
61. ↑  John Van der Kiste, 1999, pp. 89-90.
62. ↑  (EN)  Edward S. Forster, A Short History of Modern Greece 1821–1956, 3rd edition, London, Methuen and Co., 1958, p. 198.